# Richard Schmid
Richard Schmid (* 31. März 1899 in Sulz am Neckar; † 1. Januar 1986 in Stuttgart) war ein deutscher Jurist, Politiker (SPD) und Widerstandskämpfer gegen den Nationalsozialismus. Er war von 1945 bis 1953 Generalstaatsanwalt des Landes Württemberg-Baden sowie von 1953 bis 1964 Präsident des Oberlandesgerichts Stuttgart.

## Leben
Richard Schmid wurde als dritter von vier Brüdern in Sulz geboren. Die Eltern, Michael Schmid und Klara geb. Dolmetsch, waren dort Besitzer einer Mühle. Sein ältester Bruder war der Literat, Heimatdichter und Ehrenbürger von Sulz Paul Schmid. Sein zweitältester Bruder Arthur fiel im Ersten Weltkrieg in der Schlacht an der Somme als 18-jähriger Kriegsfreiwilliger. Sein jüngster Bruder Walter studierte nach dem Krieg in Tübingen Jura und war Bürgermeister von Sulz. Schmid studierte nach dem Abitur und kurzer Kriegsteilnahme 1918 Jura an den Universitäten Tübingen, Freiburg und München und wurde 1923 zum Dr. jur. promoviert. Nach einem Referendariat am Amtsgericht Stuttgart war er ab 1925 als Anwalt tätig.
Nach der „Machtübertragung“ an die Nationalsozialisten kooperierte der vorher linksliberal orientierte Schmid mit verschiedenen sozialistischen Gruppen. Als Anwalt verteidigte er Mitglieder von KPD und SAPD und unterhielt auch Kontakte zu den illegalen Organisationen von SPD, ISK und KPO im südwestdeutschen Raum. Ohne selbst formal Mitglied der Partei zu sein, reorganisierte er 1934 die nach ersten Repressionsmaßnahmen übriggebliebenen SAPD-Strukturen in Württemberg. Seine Geschäftsreisen zwischen 1933 und 1938 führten ihn vor allem in die Schweiz, aber auch nach Frankreich, Dänemark und in die Sowjetunion. Diese Auslandsaufenthalte nutzte der unter dem Decknamen Dr. Wägele reisende Schmid, um sich unter anderem mit den SAPD-Politikern Walter Fabian und Jacob Walcher und dem KPO-Vorsitzenden August Thalheimer zu treffen und Nachrichten zu überbringen. Im November 1938 wurde Schmid im Rahmen der Zerschlagung der südwestdeutschen SAPD-Strukturen verhaftet, saß lange in Untersuchungshaft und wurde 1940 vom Volksgerichtshof unter dem Vorwurf der Vorbereitung zum Hochverrat zu drei Jahren Zuchthaus verurteilt. Nach Ende seiner Haftzeit im Jahr 1941 war er als Landarbeiter tätig.
Nach dem Zweiten Weltkrieg arbeitete Schmid am Aufbau der SPD in Württemberg mit. Beruflich war er von 1945 bis 1953 als Generalstaatsanwalt des Landes Württemberg-Baden tätig. Im Juli 1953 ernannte ihn Ministerpräsident Reinhold Maier zum Staatssekretär im Justizministerium, das Maier nach dem Rücktritt von Justizminister Viktor Renner selbst anführte. Schmid war somit zwar kein Minister, aber de facto Leiter des Ministeriums. Bereits im September verzichtete Schmid auf sein Amt, nachdem er Präsident des Oberlandesgerichts Stuttgart wurde und bis zu seinem Ruhestand 1964 blieb. 1968 trat Schmid nach der Verabschiedung der Notstandsgesetze aus der SPD aus.
1960 wurde Schmid vom baden-württembergischen Justizminister Wolfgang Haußmann gemeinsam mit Hans Neidhard und Max Silberstein in eine Dreierkommission berufen, die Vorwürfe gegen Richter und Staatsanwälte untersuchte, die als Mitglieder von Sondergerichten oder in ähnlicher Funktion an NS-Unrecht mitgewirkt hatten.
Schmid war seit 1942 verheiratet mit Trudel geb. Banholzer und hatte eine Tochter.
Er schrieb zahlreiche Artikel und Abhandlungen über juristische Themen. Richard Schmid hat darauf hingewiesen, dass der Richter nur dann eine Chance zur Unabhängigkeit hat, wenn er sich seiner Abhängigkeit bewusst ist. Hat der Richter nicht seine wahre Abhängigkeit vom Volk, in dessen Namen er entscheidet, vor Augen, so wird er nachlässig und schließlich blind gegenüber seiner Abhängigkeit von der Politik. Für sein literarisches Werk zum Thema Freiheit und Terror erhielt er 1978 den Schubart-Literaturpreis der Stadt Aalen.

## Richard-Schmid-Preis
2012 lobte das Forum Justizgeschichte erstmals den mit 3000 Euro dotierten Richard-Schmid-Preis für herausragende Leistungen auf dem Gebiet der juristischen Zeitgeschichte aus. Die Preisverleihung erfolgt alle zwei Jahre. Die Preisträger 2012 waren Christoph Jahr für sein Buch Antisemitismus vor Gericht und Hans-Christian Jasch für eine Studie über den NS-Juristen Wilhelm Stuckart. Der Preisträger 2014 ist Maximilian Becker für sein Buch Mitstreiter im Volkstumskampf. Deutsche Justiz in den eingegliederten Ostgebieten 1939–1945. Im Jahr 2016 sind Wolfgang Form, Theo Schiller und Lothar Seitz für das von ihnen gemeinsam herausgegebene Buch NS-Justiz in Hessen. Verfolgung – Kontinuität – Erbe ausgezeichnet worden. 2018 erhielt Josef Foschepoth den Preis für sein Werk Verfassungswidrig! Das KPD-Verbot im Kalten Bürgerkrieg.

## Zitate
„Kein Beruf sollte so sehr wie der Richter sich vom standesgemäßen Denken lösen; von den Gruppeninteressen zwischen denen er häufig zu entscheiden hat, muß er innerlich unabhängig werden, und er darf die Fähigkeit nicht verlieren, sich in die Lage aller Menschen zu versetzen, mit denn er zu tun hat.“

## Werke
- Einwände. Kritik an Gesetzen und Gerichten. Stuttgart 1965.
- Streik und Aussperrung. Frankfurt am Main 1965.
- Justiz in der Bundesrepublik. Pfullingen 1967.
- Unser aller Grundgesetz? Praxis u. Kritik. S. Fischer, Frankfurt am Main 1971, ISBN 3-10-070901-2.
- Aussperrung, Recht oder Unrecht? Frankfurt am Main 1972.
- Das Unbehagen an der Justiz. Beck, München 1975, ISBN 3-406-04923-0.
- Letzter Unwille. Edition Cordeliers, Stuttgart 1984, ISBN 3-922836-28-3.